# Fumana thymifolia
Fumana thymifolia és una planta de la família de les cistàcies, distribuïda per la Mediterrània Occidental. Creix preferentment, sobre sòls molt pobres de gresos o margues.
Forma una mata o petit arbust que aconsegueix entre 30 a 50 cm d'alçada, de tiges alçades i fulles linears, petites, les superiors es disposen de forma alterna, les inferiors oposades. Freqüentment apareixen grups de fulles formant fascicles. Les flors són hermafrodites, pedicel·lades, reunides en inflorescències de 3 a 6 flors, amb cinc sèpals verds, cinc pètals grocs, nombrosos estams i amb un pistil amb l'estil desenvolupat, Forma un fruit sec, tipus càpsula. Floreix des de finals de l'hivern i a la primavera i fructifica a la primavera.